# Atoconeura pseudeudoxia
Atoconeura pseudeudoxia – gatunek ważki z rodziny ważkowatych (Libellulidae).